# イオンタウン蕨
イオンタウン蕨（イオンタウンわらび）は、埼玉県蕨市にあるショッピングセンター。

## 概要
武南高等学校に隣接する。
西川口駅から徒歩19分。

#### 広報資料・プレスリリースなど一次資料
1. ↑  “イオンタウン蕨”.   イオンタウン株式会社. 2022年7月24日閲覧。